# Ewelina Lisowska
Ewelina Monika Lisowska (Cerekwica, 23 agosto 1991) è una cantante polacca.
Candidata per l'MTV Europe Music Award al miglior artista polacco, Lisowska ha pubblicato quattro album in studio nel corso della sua carriera, di cui due certificati oro in Polonia.

## Biografia
Ewelina Lisowska ha studiato chitarra classica alla Scuola di Musica Grażyna Bacewicz di Breslavia. A fine anni 2000 è stata la frontwoman del complesso post-hardcore Nurth, dove cantava sotto lo pseudonimo di Evelynn Nurth.
Nel 2011 ha partecipato al talent show Mam talent!, la versione locale di Got Talent trasmessa su TVN. L'anno successivo si è classificata 4ª nella seconda edizione della versione polacca di X Factor, e pochi mesi dopo ha pubblicato il suo primo EP eponimo. Il suo singolo di debutto, Nieodporny rozum, ha raggiunto il primo posto nella classifica radiofonica polacca.
L'album di debutto di Ewelina Lisowska, Aero-Plan, è uscito nel 2013 e ha debuttato alla 10ª posizione in classifica. È stato certificato disco d'oro dalla Związek Producentów Audio-Video per aver venduto più di 15 000 copie a livello nazionale e ha fruttato alla cantante un Eska Music Award come Debutto dell'anno. Il singolo di lancio W stronę słońca è diventato la seconda numero uno polacca della cantante.
Nowe horyzonty, il secondo album, è uscito nel 2014 e ha raggiunto il 21º posto nella classifica polacca. Con oltre 15 000 copie vendute, è stato anch'esso certificato disco d'oro.
Il suo terzo disco Ponad wszystko, uscito nell'autunno del 2016, è stato anticipato dal singolo Prosta sprawa, che è diventato la sua maggiore hit, ottenendo due dischi di platino per le oltre 40 000 unità vendute. Cztery, il quarto album, è uscito nel 2018.
Il 27 febbraio 2019 si è esibita con la canzone Towards the Sun durante il concerto Artisti contro l'odio organizzato a Łódź. Il 26 aprile seguente ha fatto un'apparizione come ospite nell'ottavo episodio della nona edizione di Twoja twarz brzmi znajomo, interpretando Shallow assieme a Danzel. La settimana successiva ha tenuto un concerto a Lubartów, organizzato dalla Polsat in occasione della Giornata dei bambini, e si è esibita a Opole nell'ambito del concerto di TVP2 Don't Ask About Poland.
Nell'agosto 2019 ha partecipato al Top of the Top Sopot Festival di TVN, mentre il 20 settembre è apparsa come ospite musicale al Big Brother, eseguendo il brano Sconfiggeremo la tempesta. A novembre è andata in onda la finale della 12ª edizione del programma Twoja twarz brzmi znajomo, nella quale si è classificata 3ª; in precedenza ha vinto due episodi del programma, interpretando il ruolo di Justyna Steczkowska e Edyta Górniak. Il 31 dicembre si è esibita durante il concerto di Capodanno a Varsavia, organizzato dalla stazione TVN, dove ha cantato le sue canzoni Zrób to! e Nieodporny rozum.
Nella primavera del 2020 è stato ospitata in uno degli episodi di To był rok!, dove ha cantato la hit di Nancy Sinatra These Boots Are Made for Walkin. Il 16 maggio ha pubblicato il film Waterfalls, che ha registrato come parte della Hot16Challenge. A distanza di circa quattro mesi si è esibita a Opole per il 57º Festival Nazionale della Canzone Polacca, eseguendo la canzone di Danuta Rinn Gdzie ci mężczyźni?. Nie mogę zapomnieć, il suo primo singolo pubblicato in modo indipendente, è stato divulgato il 2 ottobre dello stesso anno. A fine mese l'interprete ha reso disponibile More, che è l'adattamento polacco della colonna sonora di League of Legends, oltre a presentare Nie mogę zapomnieć a Dzień dobry TVN ed eseguire Redneck Woman a Ameryka da się lubić. Il 5 dicembre ha tenuto un concerto presso la cappella del castello di Lubin e il 18 dicembre ha inciso con Kaen Quarantine, collaborazione accompagnata dal relativo video musicale.
A fine gennaio 2021 è stata presentatrice del programma Wielka Orkiestra Świątecznej Pomocy, a fianco di Filip Chajzer. L'artista si è esibita anche al concerto Wakacyjne hity wszech czasów, trasmesso da TVP2, con W stronę słońca; nel settembre l'artista ha finito per prendere parte a Fort Boyard. L'artista ha annunciato che il prossimo anno avrebbe previsto di pubblicare il quinto LP. Nell'autunno del 2021 è entrata a far parte della squadra di hockey in rappresentanza degli artisti polacchi e il 31 dicembre la cantante si è esibita al concerto Sylwester z Polsatem allo Stadio della Slesia, dove ha esibito All Around the World, W stronę słońca, Freed from Desire e Shallow; ques'ultima in duetto con Danzel.
Il 14 gennaio 2022, insieme a Kubańczyk e Ola Ciupa, ha pubblicato la colonna sonora di Wartości, e il 30 gennaio si è esibita alla 30ª edizione di Wielka Orkiestra Świątecznej Pomocy, tenutosi a Bielsk Podlaski. Il 1º febbraio è apparsa alla première del film Miłość, seks & pandemia di Patryk Vega, per il quale ha registrato un inedito, che ha presentato agli spettatori di Dzień dobry TVN quattro giorni dopo.

## Discografia

### Album in studio
- 2013 – Aero-Plan
- 2014 – Nowe horyzonty
- 2016 – Ponad wszystko
- 2018 – Cztery

### EP
- 2012 – Ewelina Lisowska

### Singoli
- 2012 – Nieodporny rozum
- 2012 – W stronę słońca
- 2013 – Jutra nie będzie
- 2014 – We mgle
- 2014 – Na obcy ląd
- 2014 – Nowe horyzonty
- 2015 – Zatrzymaj się
- 2016 – Prosta sprawa
- 2016 – Zrób to!
- 2017 – Niebo/Piekło
- 2017 – W sercu miasta
- 2018 – T-Shirt
- 2018 – Tylko mój (con Marta Gałuszewska e Honorata Skarbek)
- 2020 – Nie mogę zapomnieć
- 2020 – More
- 2020 – Kwarantanna (con Kaen)
- 2022 – Wartości (con Kubańczyk e DJ Slavic)